# Trixie Mattel

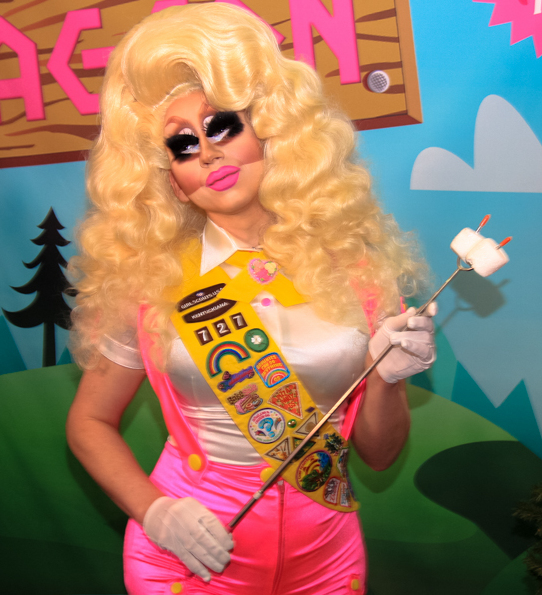
Trixie Mattel

Brian Michael Firkus (* 23. August 1989 in Milwaukee, Wisconsin), bekannt als Trixie Mattel, ist eine US-amerikanische Drag Queen, Reality-TV-Persönlichkeit sowie Country- und Folk-Musiker. Die Zeitschrift New York listete Trixie Mattel 2019 auf Platz vier der einflussreichsten Dragqueens in den Vereinigten Staaten.

## Werdegang
Firkus und sein Bruder wuchsen in problematischen familiären Verhältnissen auf. Firkus Stiefvater war Alkoholiker und es kam zu häuslicher Gewalt. Sein Stiefvater gab ihm, aufgrund seines femininen Verhaltens, den Spottnamen Trixie, diesen wählte er später als Namen für seine Drag Persona. Firkus besuchte eine Kosmetik-Schule und arbeitete bei Sephora. Im Alter von 19 Jahren trat er bei einer Aufführung der Rocky Horror Picture Show erstmals in drag auf die Bühne. Später trat er als Trixie Mattel in Erscheinung und wurde regional bekannt.

### RuPaul’s Drag Race
Bekannt wurde Trixie Mattel 2015 als Teilnehmerin der siebten Staffel von RuPaul’s Drag Race wo sie den sechsten Platz belegte. Sie ist die Gewinnerin der 3. Drag Race All Stars-Staffel und gewann damit 100.000 $ und einen Jahresvorrat an Make-up.
Trixie Mattel moderiert zusammen mit ihrer Kollegin Katya Zamolodchikova die erfolgreiche Webserie UNHhhh sowie das Spin-off The Trixie & Katya Show. Eine eigene Kosmetiklinie wird unter dem Namen Trixie Cosmetics vertrieben. 2019 erschien die Dokumentation Trixie Mattel: Moving Parts welche auf dem Tribeca Film Festival Premiere feierte.
Juli 2020 erschien bei dem zum Penguin gehörenden Verlag Plume das Buch Trixie and Katya's Guide to Modern Womanhood, das Mattel zusammen mit Zamolodchikova verfasst hat. Das Buch konnte sich auf dem zweiten Platz der The New York Times Best Seller list in der Rubrik Ratgeber platzieren.

### Musik
Bereits 2009 erschien unter seinem bürgerlichen Namen die EP Greener sowie die Singles Where the Grass Is Much Greener und You Belong to Me.
2017 erschien das Debütalbum Two Birds welches sich in den US-Heatseekers Charts auf Platz zwei platzieren konnte. Das nachfolgende Album One Stone, Platz eins der US-Heatseekers Charts, konnte sich auch in den australischen Top-100 platzieren und erhielt gute Kritiken.
In Schottland konnte sich Trixie Mattel mit den ersten beiden Alben sowie der Single Moving Parts ebenfalls in den Charts platzieren. Nach den Achtungserfolgen hat sich Trixie Mattel als Singer-Songwriter etabliert, ihren Musikstil beschreibt sie als „Electro-Folk“. Als ihre musikalischen Vorbilder nennt Trixie Mattel June Carter Cash, Kacey Musgraves und Dolly Parton, deren glamouröses Auftreten auch Inspiration für ihre Drag Persona ist.

## Filmografie (Auswahl)
- 2015: RuPaul’s Drag Race
- 2016: American Horror Story: Roanoke
- 2018: RuPaul’s Drag Race All Stars
- 2019: The X Change Rate
- 2019: Trixie Mattel: Moving Parts
- 2021–2023: Queen of the Universe (Musiksendung, Jurorin 14 Folgen)

## Diskografie (Auswahl)
Studioalben
- 2017: Two Birds
- 2018: One Stone
- 2020: Barbara
- 2022: The Blonde & Pink Albums

EPs
- 2009: Greener (als Brian Firkus)
- 2017: Homemade Christmas
- 2021: Full Coverage, Vol. 1

Singles
- 2017: Mama Don’t Make Me Put On the Dress Again
- 2018: Break Your Heart
- 2019: Yellow Cloud
- 2020: Malibu
- 2020: Stranger (feat. Lavender Country)
- 2020: Video Games (Cover)
- 2021: Blister in the Sun (Cover)
- 2021: Jackson (feat. Orville Peck)

Gastbeiträge
- 2018: Drag Up Your Life (RuPaul feat. Trixie Mattel, Kennedy Davenport, BenDeLaCreme, Shangela & BeBe Zahara Benet)
- 2018: Kitty Girl (RuPaul feat. Kennedy Davenport, Shangela, BeBe Zahara Benet & Trixie Mattel)

## Auszeichnungen
- WOWIE Awards[12]
  - 2017: In der Kategorie „Best Drag Queen Music Video“
  - 2018: In der Kategorie „The Screen Queen Award“
- The Queerties[13][14]
  - 2020: In der Kategorie „Best Documentary“
  - 2020: In der Kategorie „Indie Music Video“
  - 2021: In der Kategorie „Podcast“
  - 2021: In der Kategorie „Indie Video“
- Streamy Awards[15]
  - 2020: In der Kategorie „Unscripted Series“

## Bibliografie
- Trixie and Katya's Guide to Modern Womanhood. Penguin Random House, New York City 2020, ISBN 978-0-593-08670-4.